# Rhaebo guttatus
Rhaebo guttatus är en groddjursart som först beskrevs av Schneider 1799.  Rhaebo guttatus ingår i släktet Rhaebo och familjen paddor. IUCN kategoriserar arten globalt som livskraftig. Inga underarter finns listade i Catalogue of Life.